# جام بین‌المللی فوتبال ۶۲–۱۹۶۱

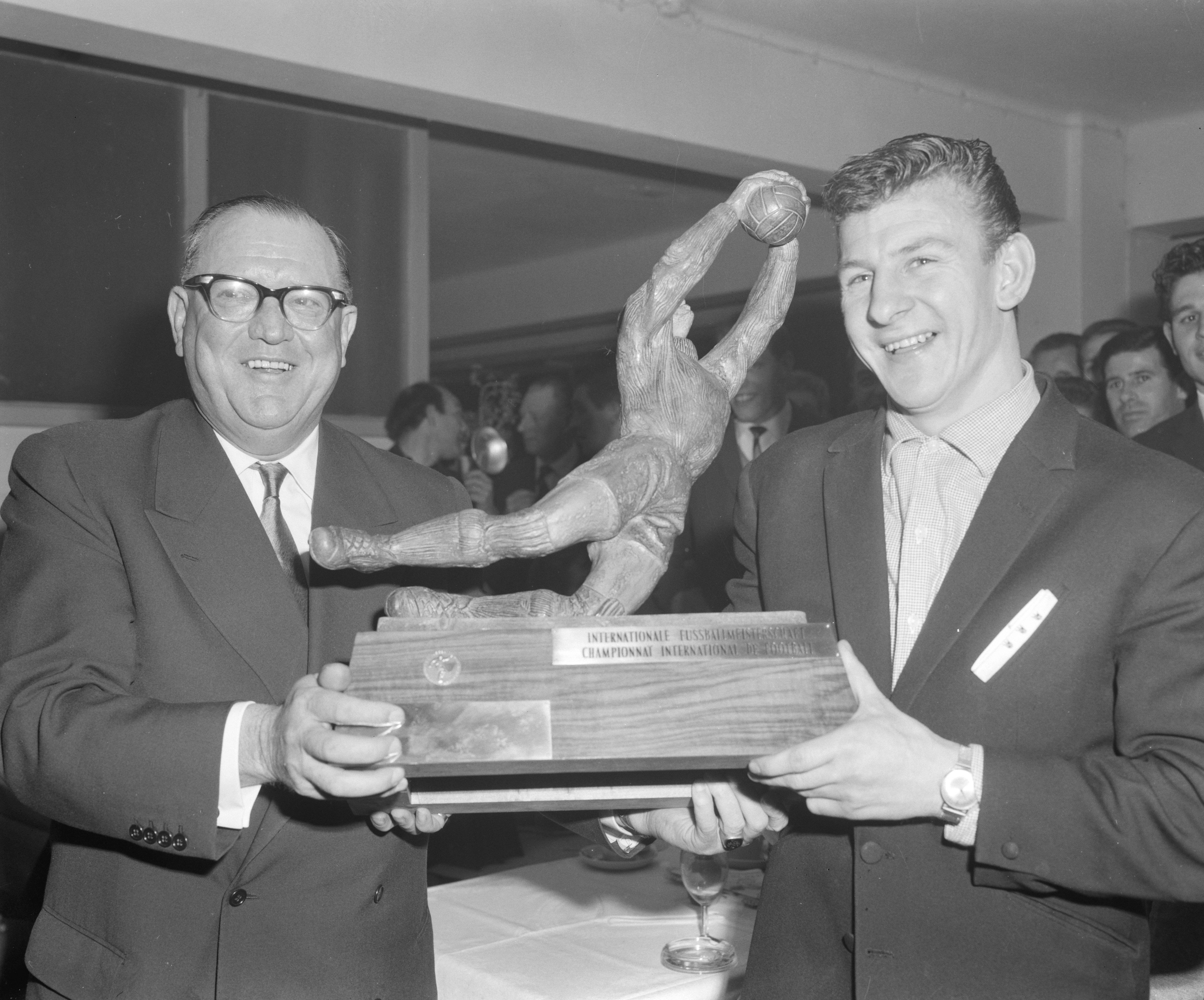
تصویر جام بین‌المللی فوتبال ۶۲–۱۹۶۱

جام اینترتوتو ۶۲–۱۹۶۱ نخستین دوره از مسابقات فوتبال جام اینترتوتو بود. این مسابقات برای باشگاه‌های اروپایی که سهیمه حضور در سایر تورنمنت‌های اروپایی را بدست نمی‌آوردند طراحی شده بود. در فینال تمام هلندی، آژاکس با شکست فاینورد فاتح اولین دوره مسابقات شد. این تورنمنت توسط ۳۲ باشگاه، تقریباً به‌طور انحصاری از اروپای مرکزی، برگزار شد. اتریش، چکسلواکی، آلمان شرقی، هلند، سوئیس و سوئد، هر کدام چهار نماینده؛ لهستان دو نماینده؛ و آلمان غربی شش نماینده را راهی مسابقات کردند.

## مرحله گروهی
تیم‌های حاضر در این رقابت به هشت گروه چهارتیمی تقسیم شدند. این گروه‌ها از لحاظ جغرافیایی به دو بخش «الف» برای کشورهای شرقی (اتریش، چکسلواکی، آلمان شرقی و لهستان)، و بخش «ب» برای کشورهای غربی (هلند، سوئد و سوئیس) تقسیم می‌شدند. تیم‌های آلمان غربی در هر دو بخش قرار گرفتند. تیم‌های اول گروه‌ها (به صورت پررنگ در جدول‌های زیر)، به دور حذفی راه پیدا کردند. چهار برنده بخش 'A' به مصاف چهار برنده بخش 'B' می‌رفتند.

### گروه الف۱
| جایگاه | تیم                   | بازی | برد | تساوی | باخت | گل‌ز | گل‌خ | ت‌گل | امتیاز |
| ------ | --------------------- | ---- | --- | ----- | ---- | --- | --- | --- | ------ |
| ۱      | اسلوان براتیسلاوا (A) | ۶    | ۴   | ۲     | ۰    | ۱۶  | ۴   | +۱۲ | ۱۰     |
| ۲      | فورورتز برلین         | ۶    | ۲   | ۱     | ۳    | ۱۳  | ۱۰  | +۳  | ۵      |
| ۳      | اوردا اوپوله          | ۶    | ۲   | ۱     | ۳    | ۸   | ۱۶  | −۸  | ۵      |
| ۴      | ای‌سی وینر             | ۶    | ۱   | ۲     | ۳    | ۹   | ۱۶  | −۷  | ۴      |

### گروه الف۲
| جایگاه | تیم               | بازی | برد | تساوی | باخت | گل‌ز | گل‌خ | ت‌گل | امتیاز |
| ------ | ----------------- | ---- | --- | ----- | ---- | --- | --- | --- | ------ |
| ۱      | بانیک استراوا (A) | ۶    | ۵   | ۱     | ۰    | ۲۴  | ۷   | +۱۷ | ۱۶     |
| ۲      | موتور ینا         | ۶    | ۳   | ۲     | ۱    | ۱۴  | ۱۲  | +۲  | ۱۱     |
| ۳      | اسنابروک          | ۶    | ۲   | ۰     | ۴    | ۹   | ۱۴  | −۵  | ۶      |
| ۴      | گراتس             | ۶    | ۰   | ۱     | ۵    | ۹   | ۲۳  | −۱۴ | ۱      |

### گروه الف۳
| جایگاه | تیم                         | بازی | برد | تساوی | باخت | گل‌ز | گل‌خ | ت‌گل | امتیاز |
| ------ | --------------------------- | ---- | --- | ----- | ---- | --- | --- | --- | ------ |
| ۱      | اسپارتاک هرادتس کرالووه (A) | ۶    | ۳   | ۲     | ۱    | ۱۵  | ۱۲  | +۳  | ۱۱     |
| ۲      | گورنیک زابژه                | ۶    | ۳   | ۱     | ۲    | ۱۷  | ۱۴  | +۳  | ۱۰     |
| ۳      | برلینیر اف‌سی دینامو         | ۶    | ۳   | ۱     | ۲    | ۱۳  | ۱۴  | −۱  | ۱۰     |
| ۴      | وینر اسپورت‌کلاب             | ۶    | ۱   | ۰     | ۵    | ۱۵  | ۲۰  | −۵  | ۳      |

### گروه الف۴
| جایگاه | تیم               | بازی | برد | تساوی | باخت | گل‌ز | گل‌خ | ت‌گل | امتیاز |
| ------ | ----------------- | ---- | --- | ----- | ---- | --- | --- | --- | ------ |
| ۱      | فرست وینا (A)     | ۶    | ۴   | ۱     | ۱    | ۱۷  | ۹   | +۸  | ۱۳     |
| ۲      | تاتران پرشوف      | ۶    | ۲   | ۲     | ۲    | ۱۵  | ۱۴  | +۱  | ۸      |
| ۳      | لوکوموتیو لایپزیگ | ۶    | ۳   | ۰     | ۳    | ۷   | ۱۱  | −۴  | ۹      |
| ۴      | کیکرز اوفنباخ     | ۶    | ۱   | ۱     | ۴    | ۱۳  | ۱۸  | −۵  | ۴      |

### گروه ب۱
| جایگاه | تیم         | بازی | برد | تساوی | باخت | گل‌ز | گل‌خ | ت‌گل | امتیاز |
| ------ | ----------- | ---- | --- | ----- | ---- | --- | --- | --- | ------ |
| ۱      | فاینورد (A) | ۶    | ۵   | ۰     | ۱    | ۲۴  | ۱۲  | +۱۲ | ۱۵     |
| ۲      | شالکه ۰۴    | ۶    | ۴   | ۰     | ۲    | ۲۲  | ۱۲  | +۱۰ | ۱۲     |
| ۳      | گوتبورگ     | ۶    | ۱   | ۱     | ۴    | ۱۲  | ۲۲  | −۱۰ | ۴      |
| ۴      | لشو دو فوند | ۶    | ۱   | ۱     | ۴    | ۱۱  | ۲۳  | −۱۲ | ۴      |

### گروه ب۲
| جایگاه | تیم       | بازی | برد | تساوی | باخت | گل‌ز | گل‌خ | ت‌گل | امتیاز |
| ------ | --------- | ---- | --- | ----- | ---- | --- | --- | --- | ------ |
| ۱      | آژاکس (A) | ۶    | ۴   | ۱     | ۱    | ۲۶  | ۸   | +۱۸ | ۱۳     |
| ۲      | مالمو     | ۶    | ۳   | ۲     | ۱    | ۱۵  | ۱۰  | +۵  | ۱۱     |
| ۳      | پیرمازنز  | ۶    | ۳   | ۱     | ۲    | ۱۷  | ۱۹  | −۲  | ۱۰     |
| ۴      | زوریخ     | ۶    | ۰   | ۰     | ۶    | ۶   | ۲۷  | −۲۱ | ۰      |

### گروه ب۳
| جایگاه | تیم             | بازی | برد | تساوی | باخت | گل‌ز | گل‌خ | ت‌گل | امتیاز |
| ------ | --------------- | ---- | --- | ----- | ---- | --- | --- | --- | ------ |
| ۱      | اورگریته (A)    | ۶    | ۴   | ۲     | ۰    | ۱۵  | ۷   | +۸  | ۱۴     |
| ۲      | فنلو            | ۶    | ۳   | ۱     | ۲    | ۱۳  | ۱۲  | +۱  | ۱۰     |
| ۳      | بروسیا نویکیرشن | ۶    | ۲   | ۰     | ۴    | ۱۲  | ۱۵  | −۳  | ۶      |
| ۴      | گرانشان         | ۶    | ۱   | ۱     | ۴    | ۶   | ۱۲  | −۶  | ۴      |

### گروه ب۴
| جایگاه | تیم                 | بازی | برد | تساوی | باخت | گل‌ز | گل‌خ | ت‌گل | امتیاز |
| ------ | ------------------- | ---- | --- | ----- | ---- | --- | --- | --- | ------ |
| ۱      | اسپارتا روتردام (A) | ۶    | ۵   | ۰     | ۱    | ۲۳  | ۱۲  | +۱۱ | ۱۵     |
| ۲      | الفسبورگ            | ۶    | ۴   | ۰     | ۲    | ۲۱  | ۱۷  | +۴  | ۱۲     |
| ۳      | تاسمانیا برلین      | ۶    | ۱   | ۱     | ۴    | ۱۱  | ۱۶  | −۵  | ۴      |
| ۴      | بازل                | ۶    | ۱   | ۱     | ۴    | ۹   | ۱۹  | −۱۰ | ۴      |

## یک‌چهارم نهایی
| تیم ۱             | نتیجه | تیم ۲                   |
| ----------------- | ----- | ----------------------- |
| اسلوان براتیسلاوا | ۶–۱   | اسپارتا روتردام         |
| اورگریته          | ۲–۳   | بانیک استراوا           |
| آژاکس             | ۴–۳   | فرست وینا               |
| فاینورد           | ۳–۱   | اسپارتاک هرادتس کرالووه |

## نیمه نهایی
| تیم ۱   | نتیجه | تیم ۲             |
| ------- | ----- | ----------------- |
| آژاکس   | ۵–۱   | اسلوان براتیسلاوا |
| فاینورد | ۱–۰   | بانیک استراوا     |

## فینال
طی یک بازی در آمستردام برگزار شد.
| تیم ۱ | نتیجه | تیم ۲   |
| ----- | ----- | ------- |
| آژاکس | ۴–۲   | فاینورد |